# Старая Любощь
Ста́рая Лю́бощь — упразднённая деревня, существовавшая на территории Дмитровского района Орловской области до 1986 года. Входила в состав Домаховского сельсовета.

## География
Располагалась в 18 км к юго-западу от Дмитровска на левом берегу реки Упоройки.

## История
В 1926 году в деревне было 22 крестьянских хозяйства, проживало 125 человек (63 мужского пола и 62 женского). В то время Старая Любощь входила в состав Упоройского сельсовета Круглинской волости Дмитровского уезда. С 1928 года в составе Дмитровского района. В 1937 году в Старой Любощи было 16 дворов. Во время Великой Отечественной войны, с октября 1941 года по август 1943 года, деревня находилась в зоне немецко-фашистской оккупации. После упразднения Упоройского сельсовета в 1954 году Старая Любощь была передана в Домаховский сельсовет. К 1980-м годам постоянное население в деревне отсутствовало. Упразднена 23 декабря 1986 года.

## Население
| 125 |